# Pisco Elqui

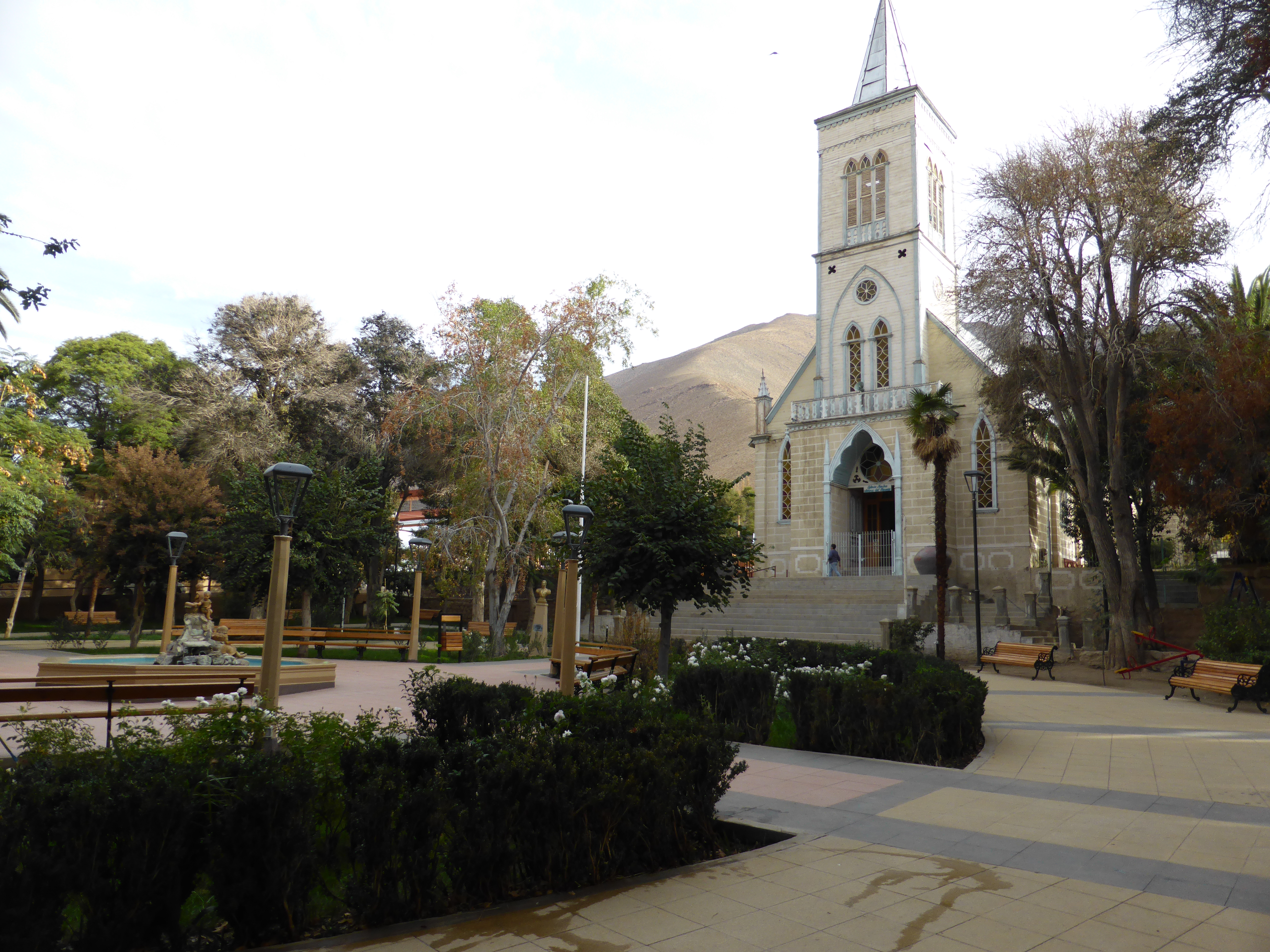
Iglesia Nuestra Señora del Rosario.

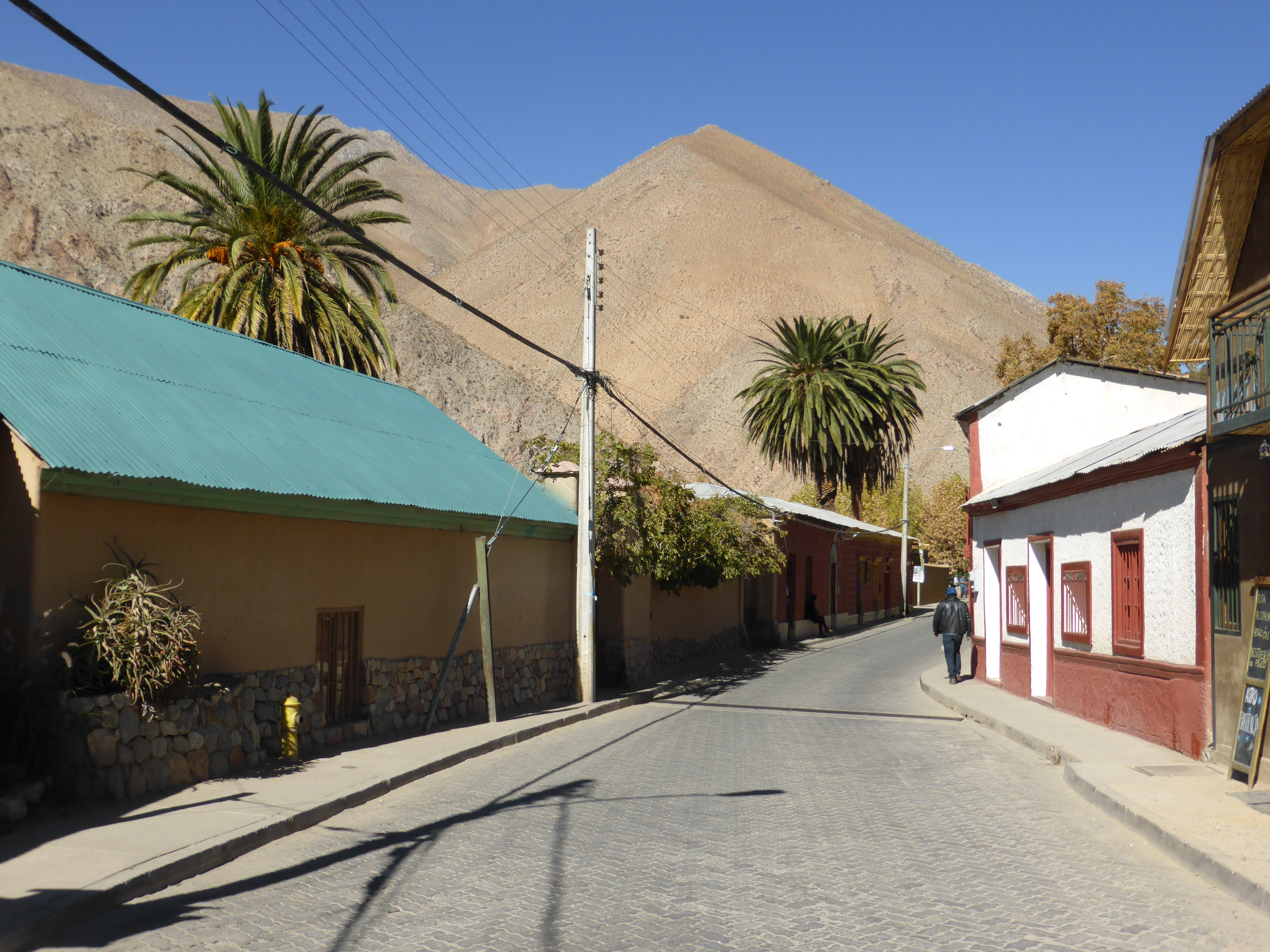
Calle en Pisco Elqui.

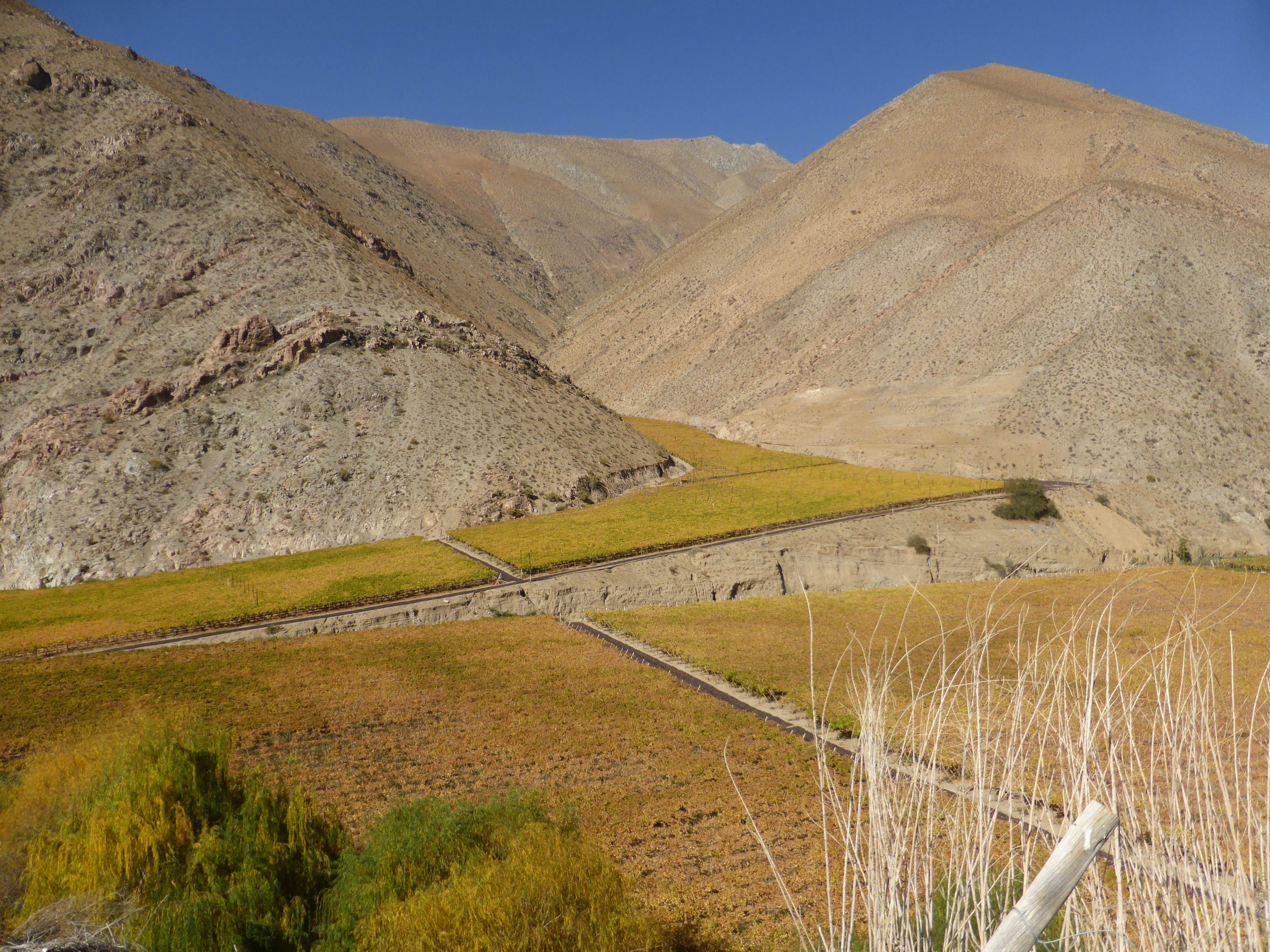
Viñedos y cerros.

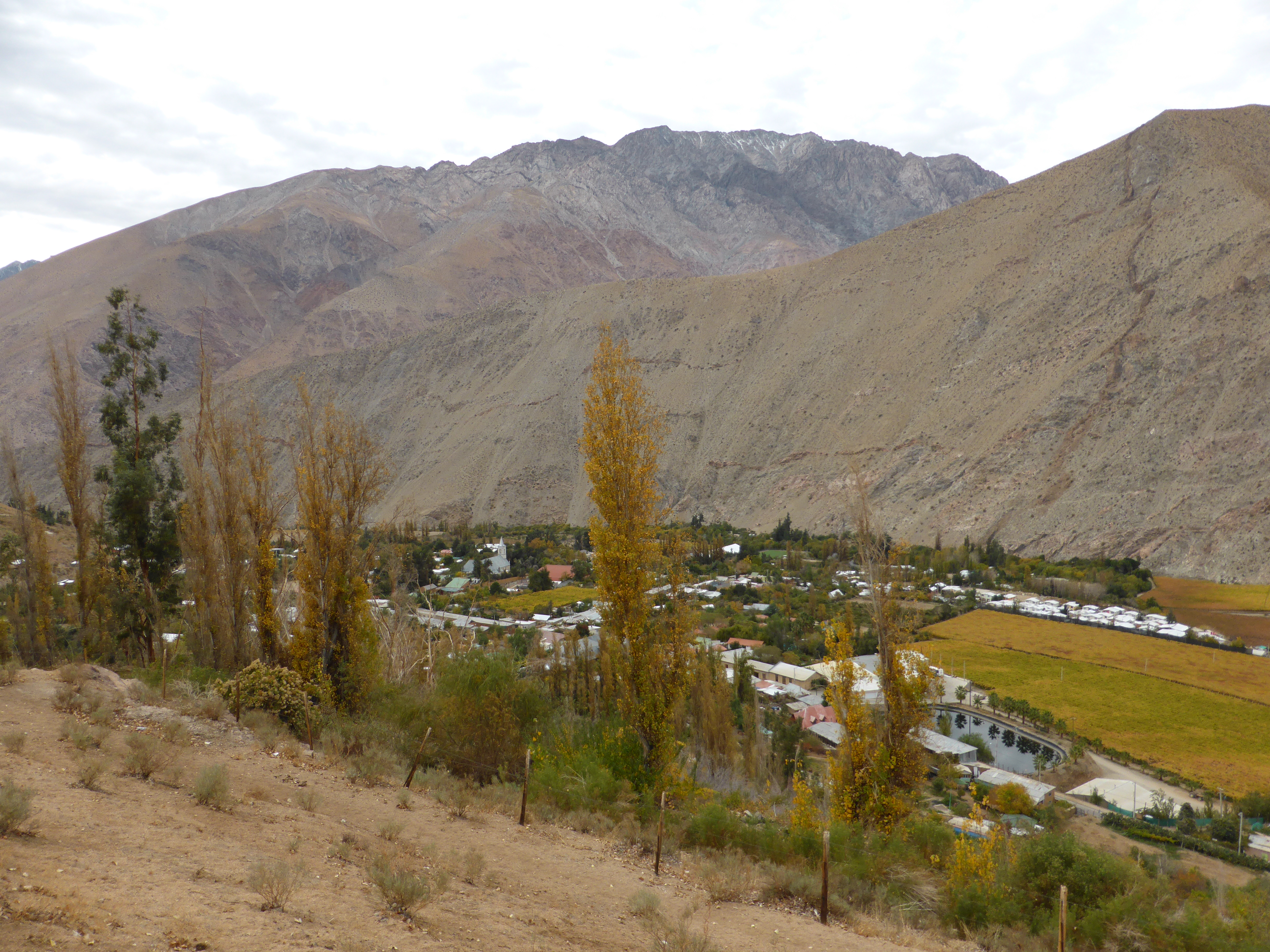
Vista general del pueblo.

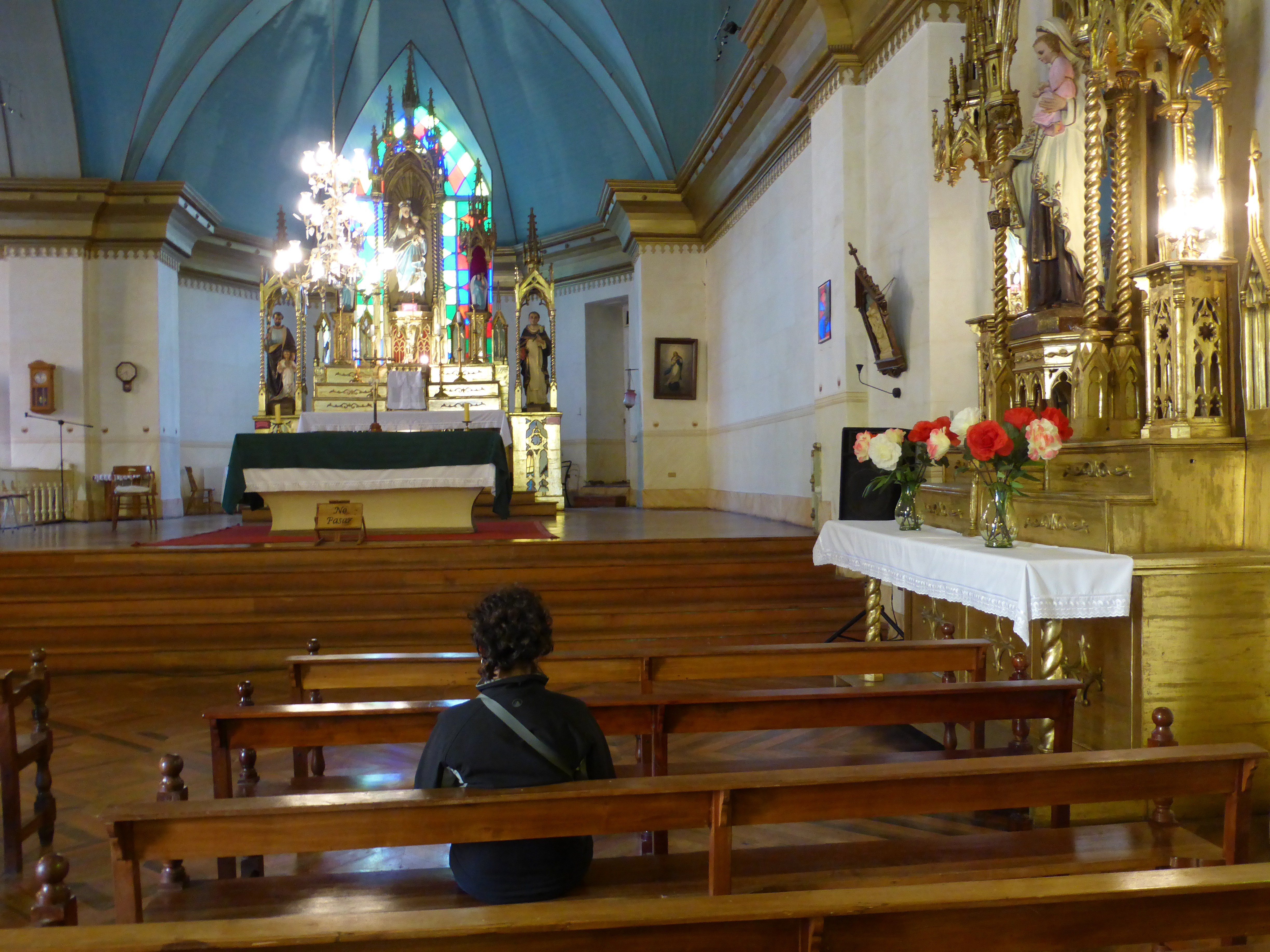
Interior de la iglesia, de estilo neogótico, con algunos elementos barrocos en los altares (columnas salomónicas).

Pisco Elqui —anteriormente denominado La Unión y antes llamado La Greda— es una localidad chilena ubicada al interior del valle de Elqui, cerca de los 1300 m s. n. m., dentro de la comuna de Paihuano, en la Región de Coquimbo. Se encuentra emplazado a 107 km al este de La Serena, la capital regional. 
Es uno de los principales destinos turísticos del valle de Elqui, y su historia está vinculada estrechamente con el origen y la producción de pisco chileno.

## Toponimia
Esta localidad, que se encuentra asentada sobre la «Quebrada de la Greda», fue conocida como «La Greda» hasta 1873, año en que los vecinos del pueblo acordaron designarlo con el nombre de «La Unión», en recordatorio a la solidaridad surgida al enfrentar una epidemia de viruela que asoló la zona. Dicha denominación fue ratificada oficialmente, mediante decreto del 20 de marzo de 1873, al incluir a «La Unión» como una de las subdelegaciones del Departamento de Elqui.
Por medio de la ley 5798, publicada en el Diario Oficial el 1 de febrero de 1936, se le cambió el nombre al pueblo a «Pisco Elqui», por iniciativa de los diputados Gabriel González Videla, Humberto Álvarez Suárez y Pedro Enrique Alfonso. Este cambio habría tenido como objetivo que el pisco chileno «[fuese] "'oriundo' y colocado en cualquier lugar del mundo sin dificultades legales».
Gabriela Mistral, poeta ganadora del Premio Nobel de Literatura, y que había pasado su infancia en este pueblo y en Montegrande, expresó su desacuerdo sobre el ulterior cambio de nombre y esperaba que algún día se restableciera el anterior, que según ella describía la unión de los ríos Derecho y Cochiguaz, donde nace el río Claro.

## Historia
Antes de la colonización española, todo el valle del río Claro y sus afluentes estuvo habitado por indígenas de las culturas molle, diaguita y, luego, por la inca. Con la llegada de los conquistadores a la zona, este valle se convirtió en propiedad del conquistador Pedro de Valdivia, quien se la entregó después a Francisco de Aguirre.
Los expedientes notariales de Vicuña establecen que en la «Quebrada de la Greda», tanto indígenas como españoles en el siglo XVI extraían greda para alfarería, fabricando botijas pisqueras.
En el año 1700, gran parte de las tierras del Valle de Elqui fueron compradas a los descendientes de Francisco de Aguirre por Miguel Pinto de Escobar y Blanco y luego heredadas a su hijo Miguel Nicolás Pinto de Escobar y de las Cuevas, quien hizo productivo el valle con numerosos fundos y haciendas, entre ellas, una propiedad de considerable proporciones de nombre San Buenaventura de Montegrande (origen del pueblo de Montegrande) que contenía 70 mil parras y una bodega que alcanzaba los 80 metros cuadrados para almacenar vino y aguardiente. 
Posteriormente, Lucas Pinto González-Campo, uno de los hijos de Miguel Nicolás Pinto de Escobar y de las Cuevas, heredó el sector La Greda, actual Pisco Elqui, vendiendo sus tierras en 1778 a Jacinto Iribarren Egaña. Esta propiedad deslindaba por el norte con La Ciénaga y cuesta de Montegrande, por el sur con la Quebrada de La Viga, y por el oriente con el Río Cochiguáz, y por el poniente con el Departamento de Ovalle.
En el mismo siglo XVIII, en la hacienda La Torre, situada en esta localidad, se instaló la que ha sido considerado por historiadores como la «primera pisquera de América», o la «pisquera más antigua del mundo» (una «pisquera» es un establecimiento dedicado a la producción de pisco). En esta hacienda se elaboró pisco entre los años 1727 y 1733, bajo la administración del capitán Marcelino Rodríguez Guerrero, autoridad del Corregimiento de Coquimbo.
En 1868, José Rodríguez Callejas construyó una cava en el pueblo, para establecer su bodega y destilería de piscos y vinos generosos, que daría origen al fundo "Los Nichos", la pisquera activa más antigua de Chile.
La localidad mantuvo el nombre de La Greda hasta 1873, cuando, tras una epidemia de viruela y producto de la solidaridad manifestada entre sus habitantes a consecuencia de la tragedia, los vecinos acordaron designarlo con el nombre de «La Unión». Mediante decreto del 20 de marzo de 1873, se ratificó el nombre dado a la localidad, al designarla como una de las subdelegaciones del Departamento de Elqui.
En 1891, como consecuencia del decreto de creación de municipalidades, la subdelegación de La Unión es asignada a la municipalidad de Paihuano.
Durante el gobierno del presidente Arturo Alessandri, por medio de la ley 5798 de 1 de febrero de 1936, el pueblo cambió su nombre a «Pisco Elqui», con el fin de, según Chile, reforzar sus derechos sobre la denominación de origen pisco.
Como consecuencia del proceso de regionalización, la localidad de Pisco Elqui quedó incorporada dentro de la comuna de Paihuano.

## Geografía y demografía
El pueblo de Pisco Elqui está ubicado en una zona precordillerana, cerca de los 1300 m s. n. m., y posee unos 800 habitantes, cifra que aumenta hasta el doble durante el verano.

## Administración
La localidad de Pisco Elqui forma parte del territorio de la comuna de Paihuano y, como tal, es administrado por la municipalidad de aquella. Para facilitar las actividades de administración local, la Municipalidad de Paihuano estableció en Pisco Elqui una Delegación Municipal.

## Economía
Las principales actividades económicas del pueblo están vinculadas a la agricultura y el turismo.
En el pueblo se cultiva la vid, produciendo uvas pisqueras –que son usadas para la elaboración de pisco chileno– y de mesa –para consumo interno y exportación–, damascos, duraznos, higos, paltos, ciruelas, chirimoyas, papayas y cítricos y, en menor medida, otras frutas y hortalizas. Con varias de aquellas frutas, se producen en forma artesanal mermeladas, jarabes, jugos y pasteles.

## Sitios de interés
En las cercanías del pueblo se encuentra el "Fundo los Nichos", la destilería más antigua del valle de Elqui. A pocos kilómetros se encuentra el Pueblo de Artesanos de Horcón donde se encuentran bellos puestos de artesanía.